# Artem Sztańko
Artem Anatolijowycz Sztańko, ukr. Артем Анатолійович Штанько (ur. 6 września 1980) – ukraiński piłkarz, grający na pozycji bramkarza.

## Kariera piłkarska

### Kariera klubowa
Karierę piłkarską rozpoczął w składzie klubu Olimpija FK AES Jużnoukraińsk, skąd następnego roku przeszedł do MFK Mikołajów, a 24 kwietnia 1999 debiutował w Wyższej Lidze w meczu z Metałurhiem Donieck (0:0). Na początku 2004 przeniósł się do Illicziwca Mariupol, ale przez 4 lata bronił barw tylko drugiej drużyny. Na początku 2008 został piłkarzem Obołoni Kijów, z którą awansował do Premier-lihi. Latem 2010 został zaproszony przez byłego trenera Obołoni Jurija Maksymowa do Krywbasa Krzywy Róg. W lipcu 2013 przeszedł do Łucz-Eniergii Władywostok.

### Kariera reprezentacyjna
Występował w studenckiej reprezentacji Ukrainy.

## Sukcesy i odznaczenia

### Sukcesy reprezentacyjne
- mistrz Perszej Lihi: 2008
- mistrz Uniwersjady: 2007

### Odznaczenia
- tytuł Mistrza Sportu Klasy Międzynarodowej: 2007